# Юнацький чемпіонат Європи з футболу (U-17) 2020
Чемпіонат Європи з футболу серед юнаків віком до 17 років 2020 року — спочатку мав відбутися як дев'ятнадцятий розіграш турніру (після зміни назви), який планувалось провести у Естонії з 21 травня по 6 червня 2020 року. Після того, як його спочатку перенесли через пандемію COVID-19, УЄФА 1 квітня 2020 року оголосив про скасування турніру.

## Кваліфікація
Докладніше:
- Юнацький чемпіонат Європи з футболу (U-17) 2020 (кваліфікаційний раунд)